# Walter Schumann (Polizeipräsident)
Walter Schumann (* 15. Oktober 1946 in Wyhl) ist ein deutscher Polizist. Er war von 1995 bis 2011 Polizeipräsident der Polizeidirektionen Merseburg und Halle (Saale), die ab 2007 im Rahmen der Polizeistrukturreform in Sachsen-Anhalt in die neu gebildete Direktion Sachsen-Anhalt Süd umbenannt wurden.

## Leben
Schumann trat am 17. Mai 1982 als Angestellter in die Wehrverwaltung V des Bundes ein. Bei der Wehrbereichsverwaltung V fungierte er von 1982 bis 1985 als erster Vorsitzender des Prüfungsausschusses, danach war er von 1986 bis 1991 als Leiter des Berufsförderungsdienstes in der Außenstelle Sigmaringen des Kreiswehrersatzamtes Ravensburg tätig. Die Leitung des Kreiswehrersatzamtes Freiburg hatte er von 1991 bis 1993 inne. Zum Vizepräsidenten der Polizeidirektion Halle wurde er 1993 ernannt und blieb hier bis 1995. Anschließend war er Polizeipräsident der Polizeidirektion Merseburg und ab 2001 Polizeipräsident der Polizeidirektion Halle.
2011 verabschiedete er sich in den Ruhestand. Seine Nachfolgerin ist Christiane Bergmann, sein Vorgänger war Dietmar Gebel.